# آل البوبك (الصومعة)

تعديل مصدري - تعديل

آل البوبك هي إحدى قرى عزلة ال سعيد بمديرية الصومعة التابعة لمحافظة البيضاء، بلغ تعداد سكانها 148 نسمة حسب تعداد اليمن لعام 2004.